# Sükhbaatar, Sükhbaatar
Sükhbaatar (tiếng Mông Cổ: Сүхбаатар) là một sum của tỉnh Sükhbaatar ở miền đông Mông Cổ. Vào năm 2009, dân số của sum là 3.197 người.

## Địa lý
Sum có diện tích khoảng 12.700 km2. Trung tâm sum, Khailaastai, nằm cách thủ đô Ulaanbaatar 610 km.

### Khí hậu
Sükhbaatar có khí hậu hoang mạc. Nhiệt độ trung bình hàng năm ở khu vực này là 4 °C. Tháng ấm nhất là tháng 7, khi nhiệt độ trung bình là 26 °C và lạnh nhất là tháng 1, với -20 °C. Lượng mưa trung bình hàng năm là 384 mm. Tháng ẩm ướt nhất là tháng 7, với lượng mưa trung bình là 113 mm, và khô nhất là tháng 1, với 3 mm.

## Kinh tế
Sum có một trường học, bệnh viện, bảo tàng, nhà nghỉ và khu dịch vụ.